# 鄧恩商場
鄧恩商場（Dunnes Stores）是愛爾蘭的一家零售企業，主要銷售食品、服裝和家庭用品。除了愛爾蘭之外，鄧恩商場在英格蘭、蘇格蘭、西班牙也有店鋪。第一家鄧恩商場開業於1943年。

## 外部連結
- 官方网站